# Dániel Kovács
Dániel Kovács (Gyula, 16 gennaio 1994) è un calciatore ungherese, portiere del Volo.

## Carriera
Ha giocato nella prima divisione ungherese ed in quella greca.